# Pierre Cami
Pierre Cami (* 20. Juni 1884 in Pau; † 3. November 1958 in Paris) war ein französischer Schriftsteller und Humorist.

## Leben und Werk
Pierre Henri Cami ging 1903 von Pau nach Paris und versuchte sich zuerst als Schauspieler, dann als Journalist. 1910 gründete er die Zeitung Le Petit Corbillard illustré, die 7 Nummern erlebte. 1911 vertrauten ihm Paul Reboux und Charles Müller in ihrer Tageszeitung Le Journal die Rubrik « La vie drôle » an, die vor ihm Alphonse Allais betreut hatte. Er schrieb sie bis 1933. Dann wechselte er in die Wochenzeitung L’Illustration und schrieb dort die Rubrik « Semaine camique ». 1923 war er Mitgründer der Académie de l’Humour Français. 1953 erhielt er den Grand Prix d’humour International.
Cami schrieb viele Kurztexte mit einer Schlusspointe (französisch: chute) und versammelte sie ab 1913 in zahlreichen Büchern. Einschließlich seiner komischen Romane ergaben sich bis 1951 mehr als 30 Buchveröffentlichungen, viele davon wurden ab 1970 neu aufgelegt. Als sein Meisterwerk bezeichnete Jean-Pierre de Beaumarchais Les Exploits galants du baron de Crac von 1925.

## Werke (Auswahl)
- Pour lire sous la douche. 1913. Flammarion, 1928. Pauvert, 1972. Arléa, 1992, 1998.
- L’Homme à la tête d’épingle. Flammarion, 1914.
- Les Mystères de la Forêt-Noire. Grand roman héroï-comique d’aventures. Flammarion, 1917.
- Le Fils des trois mousquetaires. Roman comique de cape et d’épée. Crès, 1919.
- La Fille du pétardier. Roseau, 1922.
- Dupanloup ou les Prodiges de l’amour. Flammarion, 1923.
- Vierge quand même ! Flammarion, 1924.
- Les amours de Mathusalem. Flammarion, 1925.
- Les Exploits galants du baron de Crac. Grasset, 1925.
- Les Aventures de Loufock-Holmès. Flammarion, 1926.
- Vendetta ! ou Une aventure corsée. Flammarion, 1926.
- Cami-Voyageur ou Mes aventures en Amérique. Flammarion, 1927.
- Le Jugement dernier. Roman prématuré. Baudinière, 1928.
- Le Scaphandrier de la Tour Eiffel. Roman. Baudinière, 1929.
- Les Mémoires de Dieu le Père ...e mille. Baudinière, 1930.
- Charlie Chaplin besucht Paris. Meine Begegnung mit dem großen Komiker. In: Neue Freie Presse, 28. Dezember 1930, S. 25 (online bei ANNO).
- Christophe Colomb ou la Véritable Découverte de l’Amérique. Roman sonore. Baudinière, 1931.
- Pssitt et Pchutt dans le cirque de la vie. Entrées comiques. Baudinière, 1932.
- Les Amants de l’entre-ciel. Roman. Baudinière, 1933.
- L’Oeuf à voiles ou la Véritable Découverte de l’Amérique. Baudinière, 1934.
- Trêve... de plaisanteries. Baudinière, 1934.
- Les Chevaliers du gai. Roman de jaquette et d’épée. Baudinière, 1935.
- Quand j’étais jeune fille..., mémoires d’un gendarme. Baudinière, 1937.
- Voyage inouï de M. Rikiki. Baudinière, 1938.
- Les grands-parents terribles. Baudinière, 1939.
- Les Nouveaux paysans. Baudinière, 1942.
- (mit Georges Dolley) Un beau jour de printemps. Dupont, 1946.
- La Ceinture de Dame Alix. Baudinière, 1946.
- La Machine à aimer. Roman excitantialiste. Baudinière, 1948.
- Je ferai cocu le percepteur. Roman fiscal et passionnel. Baudinière, 1949.
- Les Farfelus. Roman camique. Baudinière, 1951.

## Deutsche Hörspiele
- 1955: Walter Netzsch, Frank Günther, Henri Pierre Cami: Grieminahles: Drei Mal Hochspannung für Narren – Regie: Walter Netzsch (Original-Hörspiel, Kriminalhörspiel – BR)
- 1968: Drei Grotesken (Ein Match, wie es noch nie da war – Grünkäppchen – Der Tonfilmamateur) – Regie: Hans Gerd Krogmann, Klaus Mehrländer, Hein Bruehl (Kurzhörspiel – WDR)
- 1969: Zwei Grotesken (Romeo und Julias Sohn – Der Pazifist) – Regie: Manfred Brückner (Hörspiel – WDR)

Quelle: ARD-Hörspieldatenbank